# Moa Herngren
Moa Westlund Herngren, född 1 maj 1969 i Oscars församling, Stockholms län, är en svensk journalist, författare och manusförfattare. Hon är yngre syster till Felix Herngren och Måns Herngren.
Moa Herngren har tidigare varit chefredaktör på tidningen Elle och arbetat som frilansjournalist och TV-producent. Hon har medverkat i tidskrifterna Mama, Family Living, Amelia, Dagens Nyheter med flera. Hon debuterade som författare i antologin Uppdrag: Familj 2005 och utkom 2007 med sin första roman Allt är bara bra, tack.
Moa Herngren är en av upphovsmännen bakom dramaserien Bonusfamiljen (SVT) och hon har även skrivit manus till TV-serier som Svartsjön (Viaplay), Finaste familjen (TV4) och Sjölyckan (TV4).  
Sommaren 2017 var hon sommarvärd i P1 och pratade bland annat om sin egen bonusfamilj.